# شمالگان آمریکای شمالی

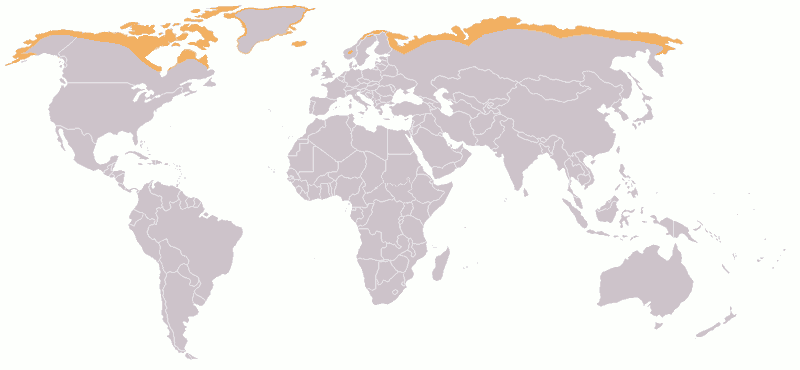
نقشهٔ توندرای قطبی در جهان

شمالگان آمریکای شمالی دربردارندهٔ بخش‌های شمالی آلاسکا (ایالات متحده آمریکا)، کانادا و گرینلند، همچنین بخش بزرگی از آب‌های پیرامونی، مانند اقیانوس منجمد شمالی، خلیج هادسون، خلیج آلاسکا و شمال اقیانوس اطلس است. این منطقه از سوی غرب به Seward Peninsula و تنگه برینگ محدود است. جنوب این منطقه در مدار قطب شمال یا 66° 33’N جای می‌گیرد. این مدار در مرز تقریبی خورشید نیمه‌شب و شب قطبی قرار دارد.
میانگین دمای این منطقه در گرم‌ترین ماه سال یا ژوئیه زیر ۱۰ درجه است. پوشش گیاهی آن توندرا و پوشش گیاهی سرزمین‌های قطبی است.

## نگارخانه

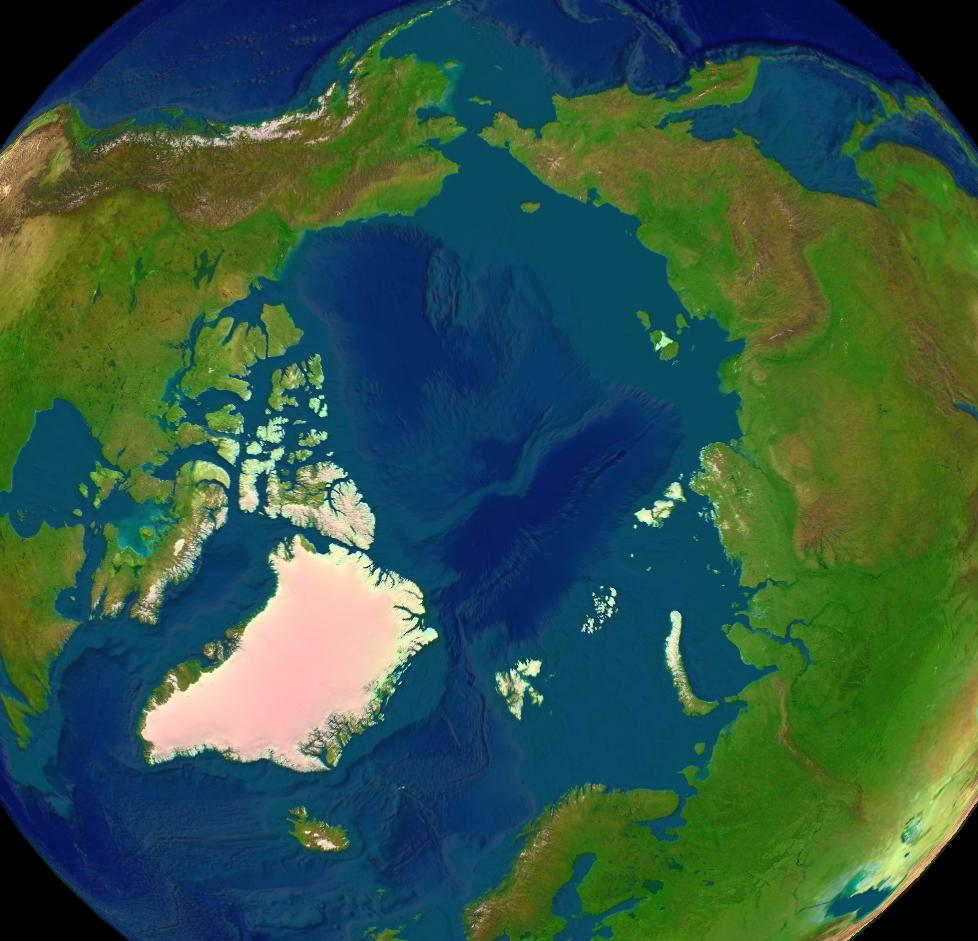
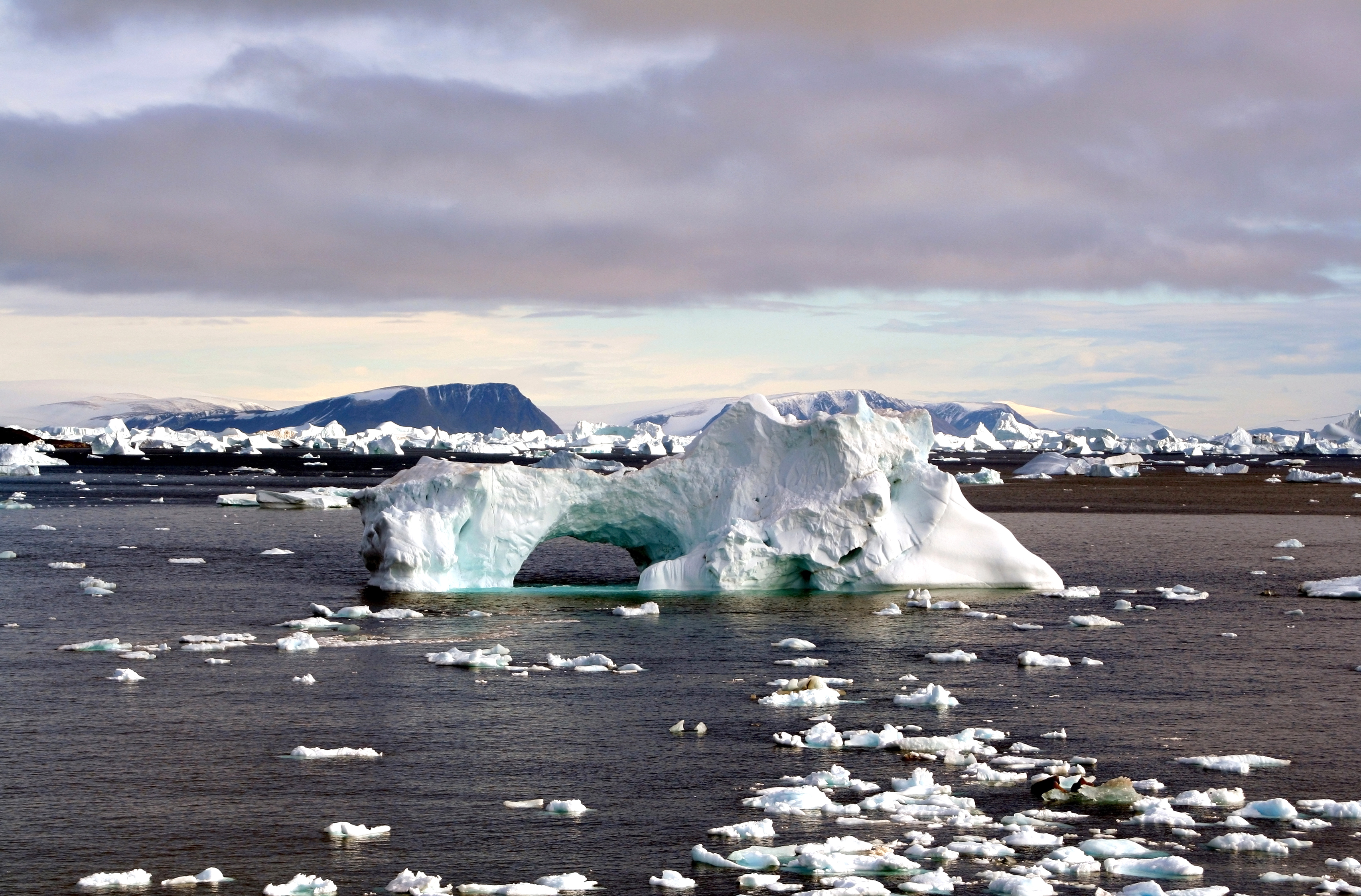

## زمین‌ها
| آلاسکا              | جزایر الوشن         | مجمع‌الجزایر قطبی کانادا | جزایر دایمید | نیوفاندلند و لابرادور | NorthEast Territories | Nunavik | نوناووت | یوکان  |
| ایالات متحده آمریکا | ایالات متحده آمریکا | کانادا                  | کانادا/روسیه | کانادا                | کانادا                | کانادا  | کانادا  | کانادا |